# Eve Hewson
Eve Hewson, född 7 juli 1991 i Dublin, är en irländsk film- och TV-skådespelare. Hon är dotter till U2:s sångare Bono (Paul David Hewson).

## Filmografi (i urval)
- 2014 – The Knick (TV-serie)
- 2015 – Spionernas bro
- 2017 – Robin Hood: Origins
- 2018 – Robin Hood
- 2022 – Bad Sisters (TV-serie)
- 2025 – Jay Kelly
- 2026 – The Dish